# Natalija Kobrynska
Natalija Kobrynska (ur. 8 czerwca 1855, zm. 22 stycznia 1920) – ukraińska pisarka reprezentująca impresjonizm, działaczka socjalistyczna i feministyczna. Założycielka pierwszej ukraińskiej organizacji kobiecej.

## Życiorys
Natalija była córką greckokatolickiego duchownego i posła do Sejmu Krajowego Galicji Iwana Ozarkewycza. W 1874 roku wyszła za mąż za teologa, śpiewaka i kompozytora Teofila Kobrynskiego. Gdy mąż zmarł we wrześniu 1882 roku, wróciła do rodziców przenosząc się ze Śniatynia do Bolechowa. Potem wyjechała do Wiednia i tam napisała swoje pierwsze opowiadania. Dążyła do utworzenia kobiecej organizacji. W grudniu 1884 roku w Stanisławowie odbyło się spotkanie założycielskie Związku Kobiet Ruskich. Postanowiono wtedy wydać antologię, która ukazała się w 1887 roku. Wydanie wsparła finansowo Ołena Pcziłka, która wymyślila również jej tytuł Perszyj winok (Pierwszy Wianek). Znalazły się w niej prace 17 autorek pochodzenia ukraińskiego między innymi: nowela Hanny Barwinok, powieść i dwa wiersze Oleny Pcziłki, dwie nowele i artykuły publicystyczne o sytuacji kobiet na świecie i w Galicji Nataliji Kobrynskiej, opowiadanie Izydory Nawrotskiej i dwa teksty Mychajliny Roszkiewicz, wiersze Klementyny Popowicz-Bojarskiej, Olhy-Ołeksandry Bażańskiej-Ozarkewicz, Ulany Krawczenko czy Łesi Ukrainki.
W latach 1893–1896 zajmowała się działalnością wydawniczą. Wydała trzy numery czasopisma Nasza dola. Propagowało ono utworzenie przedszkoli dla dzieci, pisało o walce z analfabetyzmem i publikowano informacje o ruchu kobiecym na świecie. W 1915 roku została aresztowana pod zarzutem szpiegostwa na rzecz Rosji. Zwolniono ją dzięki pomocy ukraińskiego pisarza Andrija Czajkowskiego. W drodze do Lwowa zachorowała na tyfus i tam zmarła 22 stycznia 1920 roku. Została pochowana na cmentarzu w Bolechowie. Dom w Bolechowie, w którym mieszkała, nie zachował się.

## Upamiętnienie
- 16 października 2005 roku z okazji obchodów roku Natalii Kobryńskiej w Bolechowie otwarto Muzeum Natalii Kobryńskiej[12][13].

## Publikacje
- Duch czasu (1899, zbiór opowiadań);
- Jadzia i Katrusia (1904);
- Perszyj winok (1887);
- Nasza dola (1893-96).